# WTA Montpellier
Das WTA Montpellier (offiziell: Open Languedoc Roussillon) war ein einmaliges Damenturnier der WTA Tour im Jahr 1993 in der südfranzösischen Stadt Montpellier. 

## Siegerliste

### Einzel
| Jahr | Siegerin          | Finalgegnerin    | Ergebnis |
| ---- | ----------------- | ---------------- | -------- |
| 1993 | Jelena Lichowzewa | Dominique Monami | 6:3, 6:4 |

### Doppel
| Jahr | Siegerinnen                     | Finalgegnerinnen                  | Ergebnis       |
| ---- | ------------------------------- | --------------------------------- | -------------- |
| 1993 | Meredith McGrath Claudia Porwik | Janette Husárová Dominique Monami | 3:6, 6:2, 7:63 |